# (22280) 1985 CD2
(22280) 1985 CD2 là một tiểu hành tinh vành đai chính. Nó được phát hiện bởi Henri Debehogne ở Đài thiên văn La Silla ở Chile ngày 12 tháng 2 năm 1985.